# Der gute Bulle (Fernsehfilm)
Der gute Bulle ist ein deutscher Fernsehfilm von Lars Becker aus dem Jahr 2017 mit Armin Rohde in der Hauptrolle. Es ist der erste Film der Krimireihe Der gute Bulle und wurde erstmals am 25. September 2017 im ZDF ausgestrahlt.

## Handlung
Fredo Schulz wurde vom Polizeidienst suspendiert, weil er sein Alkoholproblem nicht in den Griff bekommen hat. Dennoch wird er von Hauptkommissare Milan Filipovic und Lola Karras, die ihn an der Nordsee aufsuchen, gebeten, ihnen zu helfen, denn schon wieder ist ein Kind verschwunden. Die siebenjährige Ashley Bols ist bereits das dritte vermisste Mädchen. Schulz weigert sich zunächst seinen Dienst wieder aufzunehmen, wird allerdings neugierig, als Filipovi ihm ihre einzige Spur zu dem Kind präsentiert: ein Papierschirmchen. Damit ist Schulz davon überzeugt, dass nur Roland Bischoff der Täter sein kann. Ein Mann, der bereits vor Gericht stand, man ihm aber nichts beweisen konnte. Schulz kommt mit zurück nach Berlin und übernimmt die Leitung der Soko, die insgeheim hofft, auch die anderen beiden vermissten Kinder noch zu finden, wobei Schulz davon überzeugt ist, dass die beiden nicht mehr am leben sind. Schulz nimmt Bischoff ins Verhör, der jedoch leugnet, mit dem Verschwinden von Ashley Bols etwas zu tun zu haben, was Schulz nicht überzeugt. Dennoch spricht Schulz auch mit Jimmy Olsen, Ashley Bols Vater, der nur ein Umgangsrecht für das Mädchen hat und sie theoretisch auch entführt haben könnte. Da der letzte Entführungsfall auch ein klein wenig anders abgelaufen war, als die anderen beiden, könnte hier tatsächlich ein anderer Täter in Betracht kommen. Zu Schulz Erstaunen meldet sich plötzlich der vermögende Hotelbesitzer Felix Montabaur bei der Polizei, weil ihm ein Erpresserschreiben zugesandt wurde und man Lösegeld für seine Tochter fordert. Das Mädchen auf dem Beweisfoto des Erpressers ist jedoch Ashley Bols und nicht Montabaurs Tochter, behauptet er. Doch stellt sich nun heraus, dass er vor acht Jahren mit Ashleys Mutter eine Affäre hatte und er doch der Vater auch dieses Kindes ist. Damit ergeben sich völlig neue Konstellationen, denn der einzige, der neben den beiden biologischen Eltern von dieser Vaterschaft weiß, ist Jimmy Olsen.
Parallel ist Schulz aber auch weiterhin an der Lösung der beiden anderen Fälle interessiert und versucht Bischoff aus der Reserve zu locken. Er lässt ihm die Info zukommen, man hätte zwei tote Kinder gefunden. Da Bischoff sich nicht vorstellen kann, dass die Polizei tatsächlich den Fundort der Leichen ausfindig gemacht hat,  will er sich sicherheitshalber überzeugen und führt so Schulz und seine Kollegen direkt zu dem Versteck im Wald. Ein drittes Kind entführt zu haben leugnet er weiterhin, was auch stimmt, denn dafür ist Jimmy Olsen, Ashleys Stiefvater verantwortlich. Er hat das ganze eingefädelt, um Geld von Montabau zu erpressen. Das wird ihm aber allmählich zu heikel und er gedenkt aufzugeben. Damit bringt er aber die Polizei auf seine Spur, die bereits mit Bischoffs Hilfe das Versteck des Mädchens ausfindig gemacht hat. Kurz vor dem Zugriff verliert Bischoff die Nerven und erschießt seinen Bewacher, dem er durch einen Trick die Dienstwaffe abnehmen konnte. Auf seiner Flucht erschießt er auch Olsens Mittäter. Nach der Befreiung von Ashley wird Jimmy Olsen festgenommen und auch Bischoff wird gestellt und abgeführt.

## Hintergrund
Der Film wurde vom 5. Juli bis zum 5. August 2016 in Berlin und an der Nordsee unter dem Arbeitstitel „Es wird Tote geben“ gedreht.

## Rezeption

### Einschaltquote
Die Erstausstrahlung hatte Der gute Bulle in Deutschland am 25. September 2017 im ZDF wurde der Film von 6,20 Millionen Zuschauern gesehen;  er erreichte einen Marktanteil von 19,7 Prozent.

### Kritiken
Jana Weiss von Zeit online meinte: „Ungewöhnlich an diesem neuen TV-Film ist die Besetzung von Rohdes Gegenspieler: Roland Bischoff wird gespielt von Axel Prahl, den man sonst aus dem Tatort aus Münster als unbeholfenen Kommissar Frank Thiel kennt, als Inbegriff der Harmlosigkeit. Bei Becker ist er nun der rachsüchtige, manipulative Kinderschänder. Und Prahl stellt diese Rolle so eindrucksvoll dar, dass man sich ihn schwer wieder in seinem St.-Pauli-Shirt an der Seite von Professor Boerne vorstellen kann.“
Bei moviepilot fasste zusammen: „Armin Rohde liefert sich in dem ZDF-Thriller ‚Der gute Bulle‘ geben als suspendierter Kommissar einen Kampf auf Leben und Tod mit Axel Prahl.“